# Laurie Denommee
Laurie Denommée (Saint-Eustache, 16 agosto 2000) è una ginnasta canadese, vincitrice del bronzo a squadre ai Mondiali di Liverpool nel 2022.